# Galabgwe Moyana
Galabgwe Martin Moyana (ur. 24 maja 1990 w Gaborone) – botswański piłkarz grający na pozycji lewego pomocnika. Od 2021 jest zawodnikiem klubu Orapa United FC.

## Kariera klubowa
Swoją karierę piłkarską Moyana rozpoczął w klubie Notwane FC. W sezonie 2008/2009 zadebiutował w nim w pierwszej lidze botswańskiej. W 2010 przeszedł do Mochudi Centre Chiefs SC. W sezonie 2010/2011 został wicemistrzem, a w sezonach 2011/2012 i 2012/2013 - mistrzem Botswany.
Latem 2013 Moyana przeszedł do południowoafrykańskiego Polokwane City FC. Swój debiut w nim zanotował 28 sierpnia 2013 w przegranym 2:3 domowym meczu z Bloemfontein Celtic FC. W Polokwane City grał przez rok.
Latem 2013 Moyana wrócił do Mochudi Centre Chiefs. W sezonie 2014/2015 został z nim mistrzem Botswany. W 2015 przeszedł do Township Rollers. Trzykrotnie został z nim mistrzem kraju w sezonach 2016/2017, 2017/2018 i 2018/2019 oraz dwukrotnie wicemistrzem w sezonach 2015/2016 i 2019/2020. W 2021 został zawodnikiem klubu Orapa United FC.

## Kariera reprezentacyjna
W reprezentacji Botswany Moyana zadebiutował 23 maja 2012 roku w wygranym 3:0 towarzyskim meczu z Lesotho, rozegranym w Gaborone. Od 2012 do 2016 rozegrał w kadrze narodowej 26 meczów i strzelił 3 gole.